# Nam Nguyen
Nam Nguyen (Ottawa, 20 maggio 1998) è un pattinatore canadese.
È stato campione mondiale junior nel 2014, campione nazionale canadese nel 2015 e vincitore del bronzo a Skate America 2014. È arrivato quinto ai campionati mondiali del 2015.

## Vita privata
Nam Nguyen è nato il 20 maggio 1998 a Ottawa. Entrambi i suoi genitori sono originari del Vietnam — suo padre, Sony, si era trasferito in Canada nel 1988 ed era poi stato raggiunto dalla moglie, Thu, nel 1994. Il padre è ingegnere mentre la madre lavora per un'azienda di software medico. Sua sorella, Kim, è di sei anni più giovane di lui ed è anche lei pattinatrice.
Nguyen ha vissuto a Richmond, British Columbia e a Burnaby, B.C. dal 1999 al 2012, e poi si è trasferito a Toronto in modo da potersi allenare con Brian Orser assieme alla sorella. È studente alla Northview Heights Secondary School.

## Carriera
Nguyen ha cominciato a pattinare nel 2003. Crescendo, i suoi idoli sono stati Evgeni Plushenko, Stephane Lambiel, e Jeffrey Buttle. Nguyen cita anche tra i pattinatori a cui si ispira i propri compagni d'allenamento, Yuzuru Hanyu e Javier Fernandez.

### Primi anni
Dal 2007 al 2009, Nguyen ha vinto tre titoli canadesi — nella categoria junior, pre-debuttanti, e debuttanti — ogni volta in qualità di più giovane pattinatore a riuscire nell'impresa. Nel 2010 ha vinto il bronzo a livello canadese nella categoria Junior. Nguyen si è anche esibito alle Olimpiadi Invernali del 2010 a Vancouver, durante il galà. L'anno successivo, ai campionati canadesi junior, è diventato il più giovane pattinatore a vincere il titolo.

### Stagione 2011–12: prime competizioni internazionali junior
Nella stagione 2011–12, Nguyen ha raggiunto l'età per partecipare a competizioni internazionali junior. Ha partecipato alla sua prima tappa di Grand Prix Junior a Riga, in Lettonia, arrivando dodicesimo. All'evento successivo, a Brasov, in Romania, ha vinto la medaglia di bronzo. Inoltre, a livello senior è arrivato settimo ai campionati canadesi. Ha potuto così partecipare ai campionati mondiali di pattinaggio del 2012 a livello junior. Durante la competizione, Nguyen ha atterrato il suo primo triplo axel in gara durante le competizioni preliminari, guadagnandosi un primo posto grazie al quale ha potuto partecipare al programma corto. È arrivato diciottesimo nel programma corto e undicesimo del libero, ottenendo nel complesso il tredicesimo posto. Fino alla fine della stagione si é allenato con Joanne McLeod al Centro d'eccellenza BC a Burnaby.

### Stagione 2012–13: con il nuovo allenatore, Brian Orser
Nell'estate del 2012, Nguyen si è trasferito a Toronto per allenarsi con Brian Orser al Toronto Cricket, Skating and Curling Club. Ha cominciato la stagione al JGP in Francia, arrivando nono. È migliorato al suo secondo evento del JGP, in Turchia, ottenendo la medaglia di bronzo. Ha ottenuto il sesto posto ai campionati canadesi a livello senior per poi partecipare ai mondiali junior a Milano, arrivando dodicesimo.

### Stagione 2013–14: vincitore dei mondiali junior
La stagione successiva è arrivato quarto e sedicesimo alle tappe del JGP a cui ha partecipato. Gareggiando a livello senior, invece, è arrivato quinto ai campionati canadesi. Ha poi gareggiato alla sua prima gara internazionale a livello senior, i Campionati dei Quattro Continenti, arrivando decimo. Dopodiché, ai campionati mondiali junior a Sofia, in Bulgaria, è arrivato primo in entrambi i segmenti di gara, vincendo così la medaglia d'oro. Ha terminato la stagione partecipando ai mondiali a livello senior e conquistando la dodicesima posizione.

### Stagione 2014–15: campione nazionale
Nguyen ha cominciato la stagione 2014–15 con una medaglia d'argento a Skate Canada Autumn Classic (un evento della serie ISU Challenger Series), dietro all'americano Ross Miner. Ha partecipato al suo primo evento di Grand Prix a livello senior ottenendo la medaglia di bronzo a Skate America ed ha poi partecipato alla propria seconda tappa del Grand Prix, la Cup of China, arrivando quarto. I risultati ottenuti lo hanno porto nono nella classifica finale del Grand Prix, qualificandolo come terzo sostituto per la finale. In dicembre ha vinto l'oro a Skate Canada Challenge, l'evento che gli ha permesso di qualificarsi per la partecipazione ai nazionali canadesi. In gennaio ha vinto il suo primo titolo nazionale a livello senior, superando il secondo classificato di oltre 30 punti. Dopo essersi classificato undicesimo ai Campionati dei Quattro Continenti del 2015, è arrivato quinto ai mondiali a Shanghai, ottenendo i suoi migliori punteggi personali sia nel programma corto che nel programma lungo.

### Stagione 2015–16
Nguyen ha cominciato la stagione, come l'anno precedente, con la medaglia d'argento a Skate Canada Autumn Classic, questa volta dietro al compagno d'allenamenti Yuzuru Hanyu. Le sue tappe di Grand Prix sono state Skate Canada e la Rostelecom Cup, alle quali si é piazzato rispettivamente quinto e settimo.
Nguyen è arrivato quarto ai campionati canadesi. Ha potuto partecipare ai mondiali del 2016 a Boston dopo il ritiro del connazionale Liam Firus, ma non è riuscito a qualificarsi per il programma libero. Alla 2016 Team Challenge Cup ha accennato al fatto che avrebbe cambiato allenatore. Il cambiamento è poi stato confermato qualche giorno dopo: in maggio, Nam Nguyen sarebbe andato a San Jose per allenarsi con David Glynn.

## Risultati in gara
GP: Grand Prix; CS: Challenger Series; JGP: Junior Grand Prix

### Stagioni: 2011–12 fino a oggi
| Competizioni internazionali        | Competizioni internazionali | Competizioni internazionali | Competizioni internazionali | Competizioni internazionali | Competizioni internazionali | Competizioni internazionali | Competizioni internazionali | Competizioni internazionali | Competizioni internazionali | Competizioni internazionali | Competizioni internazionali |
| Evento                             | 2011-12                     | 2012–13                     | 2013–14                     | 2014–15                     | 2015–16                     | 2016–17                     | 2017-18                     | 2018-19                     | 2019-20                     | 2020-21                     | 2021-22                     |
| ---------------------------------- | --------------------------- | --------------------------- | --------------------------- | --------------------------- | --------------------------- | --------------------------- | --------------------------- | --------------------------- | --------------------------- | --------------------------- | --------------------------- |
| Campionati mondiali                |                             |                             | 12º                         | 5º                          | 27º                         |                             | 25º                         | 16°                         |                             |                             |                             |
| Campionati dei Quattro continenti  |                             |                             | 10º                         | 11º                         |                             | 8º                          | 9º                          | 10°                         | 6°                          | C                           |                             |
| GP Cup of China                    |                             |                             |                             | 4º                          |                             |                             |                             |                             |                             |                             |                             |
| GP NHK Trophy                      |                             |                             |                             |                             |                             | 8º                          | 10º                         |                             |                             |                             | 10°                         |
| GP Rostelecom Cup                  |                             |                             |                             |                             | 7º                          |                             | 7º                          |                             | 5°                          |                             |                             |
| GP Skate Canada                    |                             |                             |                             |                             | 5º                          |                             |                             | 5°                          | 2º                          | C                           |                             |
| GP Skate America                   |                             |                             |                             | 3º                          |                             | 6º                          |                             | 6°                          |                             |                             | 8°                          |
| CS Autumn Classic International    |                             |                             |                             | 2º                          |                             |                             | 5º                          |                             |                             |                             |                             |
| CS Nebelhorn Trophy                |                             |                             |                             |                             |                             |                             |                             |                             | 4°                          |                             |                             |
| CS U.S. Classic                    |                             |                             |                             |                             |                             | 5º                          |                             | 1º                          |                             |                             |                             |
| Autumn Classic International       |                             |                             |                             |                             | 2º                          |                             |                             |                             |                             |                             |                             |
| Competizioni internazionali junior |                             |                             |                             |                             |                             |                             |                             |                             |                             |                             |                             |
| Campionati mondiali                | 13º                         | 12º                         | 1º                          |                             |                             |                             |                             |                             |                             |                             |                             |
| JGP Francia                        |                             | 9º                          |                             |                             |                             |                             |                             |                             |                             |                             |                             |
| JGP Lettonia                       | 12º                         |                             |                             |                             |                             |                             |                             |                             |                             |                             |                             |
| JGP Messico                        |                             |                             | 4º                          |                             |                             |                             |                             |                             |                             |                             |                             |
| JGP Polonia                        |                             |                             | 16º                         |                             |                             |                             |                             |                             |                             |                             |                             |
| JGP Romania                        | 3º                          |                             |                             |                             |                             |                             |                             |                             |                             |                             |                             |
| JGP Turchia                        |                             | 3º                          |                             |                             |                             |                             |                             |                             |                             |                             |                             |
| Competizioni nazionali             |                             |                             |                             |                             |                             |                             |                             |                             |                             |                             |                             |
| Campionati canadesi                | 7º                          | 6º                          | 5º                          | 1º                          | 4º                          | 3º                          | 3º                          | 1º                          | 2º                          | C                           | 6°                          |
| SC Challenge                       |                             |                             |                             | 1º                          |                             |                             | 3º                          | 1º                          |                             | 2º                          | 6°                          |
| Eventi a squadre                   |                             |                             |                             |                             |                             |                             |                             |                             |                             |                             |                             |
| World Team Trophy                  |                             |                             |                             | 4° T 6° P                   |                             |                             |                             | 5° S 6° P                   |                             | 6° S 11° P                  |                             |
| Team Challenge Cup                 |                             |                             |                             |                             | 1º T 9° P                   |                             |                             |                             |                             |                             |                             |